# Rivière Viveine
La rivière Viveine coule dans les municipalités de Saint-Léon-de-Standon (MRC de Bellechasse) et de Saint-Odilon-de-Cranbourne (MRC de Beauce-Centre), dans la région administrative de Chaudière-Appalaches, au Québec, au Canada.
La rivière Viveine est un affluent de la rive ouest de la rivière Etchemin laquelle coule vers le nord pour se déverser sur la rive sud du fleuve Saint-Laurent.

## Géographie
Les principaux bassins versants voisins de la rivière Viveine sont :
- côté nord : rivière Henderson ;
- côté est : rivière Etchemin ;
- côté sud : rivière des Plante, ruisseau Giroux, rivière Cumberland, rivière Lanigan ;
- côté ouest : rivière Morency, ruisseau des Graines, rivière Belair, rivière chez Binet, rivière Chaudière.

Ce petit cours d'eau prend sa source de ruisseaux de montagnes, au 7e Rang, dans Saint-Léon-de-Standon. Cette zone de tête est située sur le versant sud des monts Notre-Dame, au nord du village de Saint-Odilon-de-Cranbourne.
À partir de sa source, la rivière Viveine coule en zone forestière sur 13,5 km répartis selon les segments suivants :
- 1,2 km vers le sud, jusqu'à la route du 6e-Rang ;
- 3,2 km vers le sud-est, jusque près du 7e Rang ;
- 3,3 km vers le sud, jusqu'au 1er Rang Est ;
- 2,6 km vers le sud-est ;
- 3,2 km vers le nord-est, jusqu'à sa confluence.

vers l'est sur 3,9 km en zone forestière.
La rivière Viveine se jette sur la rive ouest de la rivière Etchemin qui forme une grande courbe vers l'ouest dans ce secteur. La confluence de la rivière Viveine est située en aval de la confluence de la rivière Lanigan et en amont de la confluence de la rivière des Fleurs.

## Toponymie
Le toponyme "rivière Viveine" a été officialisé le 18 février 1977 à la Commission de toponymie du Québec.